# Колорадська гірнича школа
Колорадська гірнича школа (англ. Colorado School of Mines) — громадський дослідницький університет у штаті Колорадо (США).

## Напрямки діяльності
Спеціалізується в галузі прикладних наук і технологій, пов'язаних з розробкою і видобутком корисних копалин. Основана в 1874 р. Сьогодні Колорадська гірнича школа — один з провідних закладів США і світу в галузі гірничої справи. Школа готує спеціалістів по розвідці родовищ корисних копалин, добуванню корисних копалин та утилізації відходів.
CSM — єдиний заклад у світі, який пропонує докторські програми в п'яти головних науках про Землю: геології та розвідці надр, геофізиці, геохімії, гірничій справі та технології видобутку нафти. Університет також веде програму вивчення повного циклу — від обробки руди до отримання кінцевих продуктів металургії.